# Новошины
Новошины (укр. Новошини) — село в Журавновской поселковой общине Стрыйского района Львовской области Украины.
Население по переписи 2001 года составляло 516 человек. Занимает площадь 0,166 км². Почтовый индекс — 81781. Телефонный код — 3239.